# Frank van Veenendaal
Frank van Veenendaal (Amsterdam, 13 september 1967) is een Nederlands voormalig wielrenner. 
Anno 2013 is Van Veenendaal lid van het hoofdbestuur van de KNWU.

## Belangrijkste overwinningen
1987
- 3e etappe deel A Ronde van Luik

1989
- 12e etappe Vredeskoers

1990
- Omloop Houtse Linies
- 10e etappe deel B Wielerweek van Lombardije

1991
- Ronde van Overijssel
- 3e etappe deel A Olympia's Tour

1995
- Circuit des Frontières

Coudray · Daelmans · Dierckxsens · Hashikawa · Herygers · Miura · Šimůnek · Streel · Van Brecht · Van Donink · van Veenendaal · Vandaele · Gosink (stagiair) · Missotten (stagiair) · Van Laer (stagiair)   